# Tokyo Sexwale

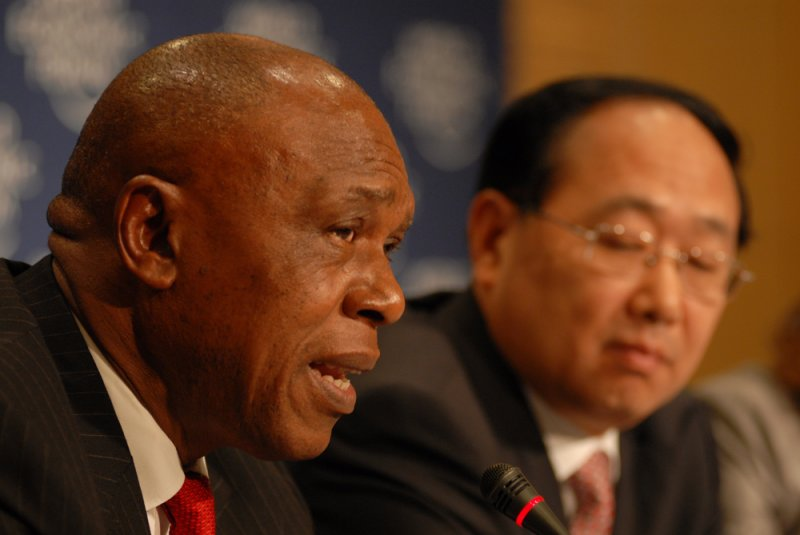
Sexwale (links) beim Weltwirtschaftsforum Afrika (Nairobi, 2007)

Mosima Gabriel „Tokyo“ Sexwale [sɛˈxwɑlɛ] (* 5. März 1953 in Orlando West, heute zu Soweto) ist ein südafrikanischer Politiker, Geschäftsmann und Multimillionär. Sexwale war als Anti-Apartheid-Aktivist wie auch andere bedeutende Persönlichkeiten, etwa Nelson Mandela, auf Robben Island inhaftiert. Nach den ersten demokratischen Wahlen in Südafrika im Jahre 1994 wurde Sexwale Premierminister der Provinz Gauteng. 1998 zog er sich vorläufig aus der Politik zurück und avancierte zu einem der bekanntesten Geschäftsleute des Landes. 2009 bis 2013 war er Minister für Siedlungswesen im Kabinett von Jacob Zuma. Sein Spitzname „Tokyo“ leitet sich aus seiner jugendlichen Leidenschaft für den Karatesport ab. Sein Nachname stammt aus dem Tshivenda.

## Kindheit und Jugend
Sexwale wurde als Sohn eines Krankenhausangestellten des General Hospital in Orlando West, einem Teil des späteren Johannesburger Townships Soweto, geboren. Er wuchs in der aufrührerischen Stimmung des schwarzen Townships auf; im Alter von acht Jahren vernahm er erstmals die Explosion von Bomben des African National Congress (ANC) in einem nahegelegenen Postamt. 1973 schloss er die Orlando West High School ab.

## Anti-Apartheid-Engagement und Haft
Ende der 1960er Jahre wurde Sexwale örtlicher Anführer der radikalen South African Students’ Organisation, die zum Black Consciousness Movement gehörte. Anfang der 1970er Jahre schloss er sich dem bewaffneten Flügel des ANC an, dem Umkhonto we Sizwe. In dieser Zeit lebte er in Swasiland, um an der Universität von Botswana, Lesotho und Swasiland sein Studium der Betriebswirtschaft fortzusetzen. 1975 ging er ins Exil in die Sowjetunion, wo er eine militärische Ausbildung absolvierte, um sich daraufhin auf das militärische Ingenieurwesen zu spezialisieren.
Nach seiner Rückkehr nach Südafrika im Jahr 1976 wurde Sexwale nach einer Schießerei mit südafrikanischen Sicherheitskräften zusammen mit elf Gefährten festgenommen. Nach einem fast zwei Jahre andauernden Verfahren wurden sie wegen Terrorismus und Verschwörung gegen die Regierung verurteilt. 1977 wurde Sexwale in das Hochsicherheitsgefängnis auf Robben Island verlegt, um seine 18-jährige Haftstrafe zu verbüßen. Während der Haft schloss er im Fernstudium seinen Bachelor of Commerce an der University of South Africa ab. Sexwale wurde im Juli 1990 auf Grundlage des Groote-Schuur-Abkommens zwischen der südafrikanischen Regierung und dem ANC, das eine Amnestie für politische Häftlinge vorsah, nach 13 Jahren aus der Haft entlassen.

## Politische Karriere im Post-Apartheid-Südafrika
Nach seiner Haftentlassung kehrte Sexwale nach Johannesburg zurück, wo er der Abteilung des ANC für Öffentlichkeitsarbeit vorstand. Des Weiteren wurde er zum Leiter für „Spezialprojekte“ ernannt und unterstand als solcher dem militärischen Hauptquartier des ANC. Im September 1990 wurde Sexwale in das Exekutivkomitee des ANC für die Region Pretoria-Witwatersrand-Vereeniging gewählt. Den Partei-Vorsitz in dieser Region übernahm er 1991 und behielt ihn bis zu seinem Rücktritt 1997. Nach den Wahlen in Südafrika im April 1994 wurde Sexwale zum ersten Premierminister der Provinz Pretoria-Witwatersrand-Vereeniging gewählt, die im Dezember 1994 in Gauteng umbenannt wurde. Allgemein wird ihm in dieser Rolle die Befriedung mehrerer unruhiger Townships zugesprochen.
1998 kehrte Sexwale der Politik für einige Jahre den Rücken, um ins Geschäftsleben einzusteigen.
Vor dem ANC-Parteitag Ende 2007 in Polokwane wurde Sexwale zunächst als einer der Kandidaten für den Parteivorsitz gehandelt, er stellte sich dann aber auf die Seite von Jacob Zuma, der Thabo Mbeki in einer Kampfabstimmung schlug. Sexwale wurde in das National Executive Committee der Partei gewählt. Nach Zumas Wahl zum Staatspräsidenten im Mai 2009 ernannte dieser Sexwale zum Minister für Siedlungswesen. 2013 wurde er von Zuma entlassen.

## Unternehmerische Tätigkeit und soziales Engagement
Nach seinem Rückzug aus der Politik 1998 gründete Sexwale die Firma Mvelaphanda Holdings („mvelaphanda“ stammt aus dem Tshivenda und bedeutet „Fortschritt“), die vor allem auf den Gebieten des Rohstoffabbaus (Platin, Gold und Diamanten) und der Energiewirtschaft tätig ist. Seine Firma stieg nach De Beers und JFPI zum drittgrößten Diamantenproduzenten der Welt auf.
Ansehen erwarb sich Sexwale auch durch sein vielfältiges soziales Engagement. Dazu gehören unter anderem eine Treuhänderschaft bei der Nelson Mandela Foundation, dem Global Philanthropists Circle, dem Business Trust und dem Robben Island Ex-Prisoners Trust.

## Fußball
Sexwale war Mitglied des Organisationskomitees der Fußball-Weltmeisterschaft 2010 und ist Mitglied der Medienkommission und der Task Force gegen Rassismus und Diskriminierung der FIFA. Anfang Oktober 2015 wurde er von Franz Beckenbauer als möglicher Nachfolger von Sepp Blatter als FIFA-Präsident ins Spiel gebracht. Am 24. Oktober gab Sexwale seine Kandidatur für das Amt bekannt. Kurz vor dem ersten Wahlgang am 26. Februar 2016 verkündete er jedoch seinen Rückzug.

## Sonstiges
Im Jahr 2005 moderierte Sexwale die südafrikanische Ausgabe der Show The Apprentice. Er ist mit Judy van Vuuren verheiratet, einer Weißen, die er in ihrer Funktion als Anwältin bei der Haftentlassung kennenlernte. Das Paar hat zwei Kinder. Ein Scheidungsverfahren mit unterschiedlichen Ansichten zum Unterhalt läuft bereits seit 2012. Sein Vermögen beläuft sich auf 1,9 Milliarden Rand.